# Challenge IAAF du lancer de marteau
Le Challenge IAAF du lancer de marteau (en anglais : IAAF Hammer Throw Challenge) est une ancienne compétition d'athlétisme organisée tous les ans par l'IAAF qui désignait les meilleurs spécialistes de l'année dans la discipline du lancer du marteau. Le classement final est établi en totalisant les 3 meilleurs jets obtenus lors des différentes concours figurant au calendrier. L'épreuve s'est déroulée de 2010 à 2019.

## Principe
L'épreuve du marteau n'ayant pu être incluse dans le cadre de la Ligue de diamant, pour des raisons d'infrastructures de certains sites, il a été décidé de créer une compétition séparée.
Pour qu'un athlète soit classé, il doit participer au minimum à trois meetings ; seuls les trois meilleurs résultats sont pris en compte pour le classement. En cas d'ex aequo, il est donné priorité à l'athlète ayant réalisé la meilleure performance à l'occasion du Challenge.
Si un athlète bat le record du monde, il reçoit un bonus d'un mètre ; en cas de record égalé, le bonus est de 0,50 m.

## Palmarès

### Hommes
| Année | Or                       | Or     | Argent                      | Argent | Bronze                      | Bronze |
| ----- | ------------------------ | ------ | --------------------------- | ------ | --------------------------- | ------ |
| 2010  | Koji Murofushi Japon     | 238.52 | Dilshod Nazarov Tadjikistan | 236.02 | Libor Charfreitag Slovaquie | 235.26 |
| 2011  | Krisztián Pars Hongrie   | 239.03 | Dilshod Nazarov Tadjikistan | 235.72 | Primož Kozmus Slovénie      | 233.90 |
| 2012  | Krisztián Pars Hongrie   | 242.35 | Paweł Fajdek Pologne        | 236.47 | Oleksiy Sokyrskyy Ukraine   | 233.39 |
| 2013  | Paweł Fajdek Pologne     | 244.23 | Krisztián Pars Hongrie      | 244.17 | Lukáš Melich Tchéquie       | 239.80 |
| 2014  | Krisztián Pars Hongrie   | 244.84 | Paweł Fajdek Pologne        | 241.49 | Dilshod Nazarov Tadjikistan | 241.37 |
| 2015  | Paweł Fajdek Pologne     | 248.01 | Dilshod Nazarov Tadjikistan | 236.20 | Krisztián Pars Hongrie      | 234.75 |
| 2016  | Paweł Fajdek Pologne     | 242.89 | Dilshod Nazarov Tadjikistan | 236.37 | Wojciech Nowicki Pologne    | 232.63 |
| 2017  | Paweł Fajdek Pologne     | 248.48 | Wojciech Nowicki Pologne    | 236.32 | Dilshod Nazarov Tadjikistan | 231.40 |
| 2018  | Wojciech Nowicki Pologne | 241,89 | Paweł Fajdek Pologne        | 240,04 | Bence Halász Hongrie        | 232,46 |
| 2019  | Paweł Fajdek Pologne     | 241,86 | Wojciech Nowicki Pologne    | 237,47 | Bence Halász Hongrie        | 234,99 |

### Femmes
| Année | Or                       | Or     | Argent                     | Argent | Bronze                     | Bronze |
| ----- | ------------------------ | ------ | -------------------------- | ------ | -------------------------- | ------ |
| 2010  | Betty Heidler Allemagne  | 225.88 | Anita Włodarczyk Pologne   | 225.30 | Tatyana Lysenko Russie     | 223.96 |
| 2011  | Betty Heidler Allemagne  | 228.09 | Yipsi Moreno Cuba          | 220.46 | Kathrin Klaas Allemagne    | 219.77 |
| 2012  | Betty Heidler Allemagne  | 230.49 | Anita Włodarczyk Pologne   | 223.13 | Tatyana Lysenko Russie     | 222.05 |
| 2013  | Anita Włodarczyk Pologne | 233.83 | Tatyana Lysenko Russie     | 227.59 | Betty Heidler Allemagne    | 226.93 |
| 2014  | Anita Włodarczyk Pologne | 232.52 | Betty Heidler Allemagne    | 228.54 | Kathrin Klaas Allemagne    | 222.65 |
| 2015  | Anita Włodarczyk Pologne | 235.28 | Betty Heidler Allemagne    | 222.28 | Martina Hrasnová Slovaquie | 222.20 |
| 2016  | Anita Włodarczyk Pologne | 240.44 | Sophie Hitchon Royaume-Uni | 218.11 | Zalina Marghieva Moldavie  | 217.80 |
| 2017  | Anita Włodarczyk Pologne | 235.62 | Wang Zheng Chine           | 225.77 | Hanna Skydan Azerbaïdjan   | 221.75 |
| 2018  | Anita Włodarczyk Pologne | 228,12 | Gwen Berry États-Unis      | 223,31 | Joanna Fiodorow Pologne    | 222,03 |
| 2019  | DeAnna Price États-Unis  | 226,55 | Wang Zheng Chine           | 226,34 | Joanna Fiodorow Pologne    | 224,46 |